# Aubord
Aubord é uma comuna francesa na região administrativa de Occitânia, no departamento de Gard. Estende-se por uma área de 9,42 km². Em 2010 a comuna tinha 2 410 habitantes (densidade: 255,8 hab./km²).